# سیارک ۱۰۷۲۸

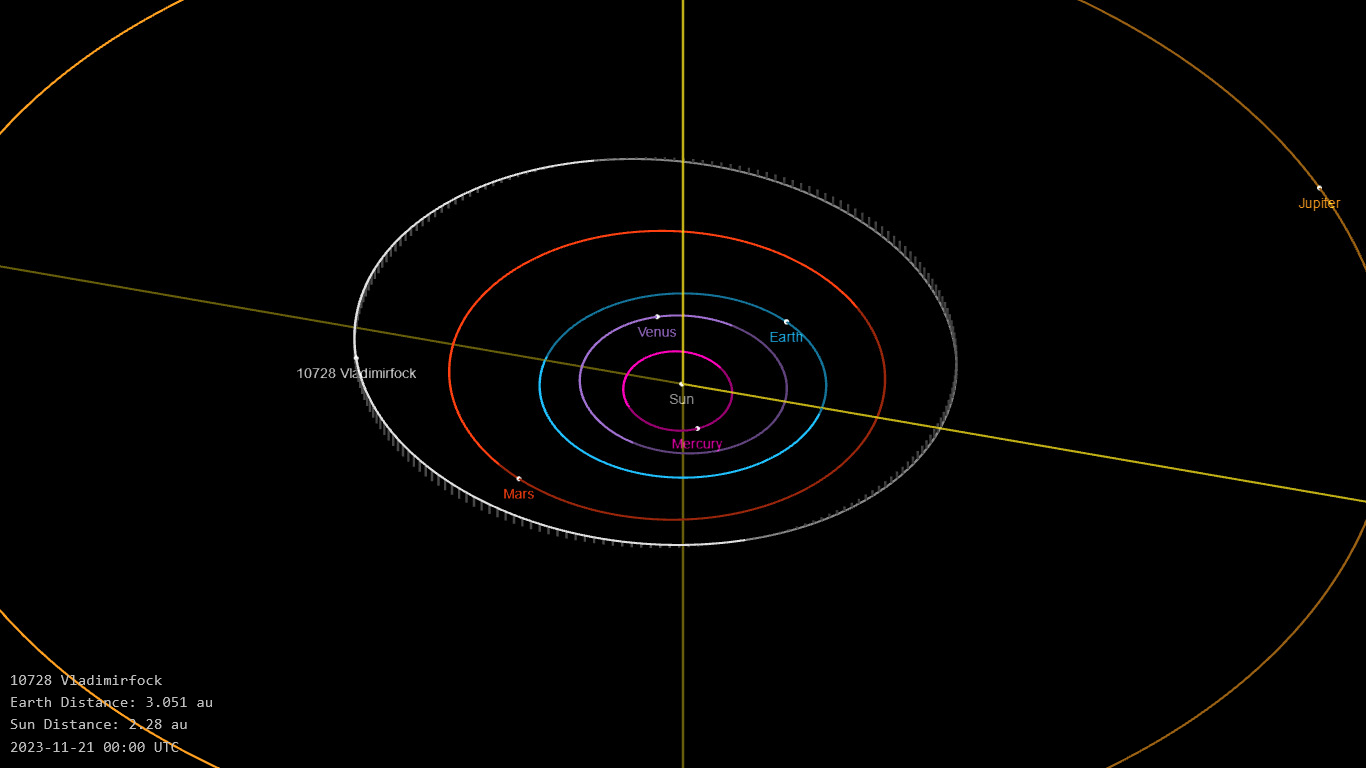
نمایی از محل قرارگیری سیارک ۱۰۷۲۸ در مدار – ۲۰۲۳

سیارک ۱۰۷۲۸ (به انگلیسی: 10728 Vladimirfock، نامگذاری:1987RT5) ده هزار و هفتصد و بیست و هشتمین سیارک کشف شده‌است که در ۴ سپتامبر ۱۹۸۷ کشف شد.
قدر مطلق سیارک برابر ۱۳.۵ است.